# Егон Франке
Егон Франке (пол. Egon Johann Franke; 23 жовтня 1935, Гливиці, Польща — 30 березня 2022) — польський фехтувальник на рапірах, олімпійський чемпіон (1964 рік), срібний (1964 рік) та бронзовий призер (1968 рік) Олімпійських ігор, чемпіон світу.

## Виступи на Олімпіадах
| Олімпіада   | Дисципліна           | Місце |
| ----------- | -------------------- | ----- |
| Рим 1960    | командна рапіра      | 5     |
| Токіо 1964  | індивідуальна рапіра | 1     |
| Токіо 1964  | командна рапіра      | 2     |
| Мехіко 1968 | командна рапіра      | 3     |